# Piotr Bouzoun
Piotr Grigorievitch Bouzoun (en russe : Пётр Григорьевич Бузун), né en 1893 et décédé le 19 mai 1943 à Valjevo, (Yougoslavie) est un colonel russe, vétéran de la Première Guerre mondiale et des armées blanches du sud de la Russie. Commandant de la division d'Alekseïev de l’armée des volontaires puis, lors de la Seconde Guerre mondiale membre du Corps russe en Serbie.

## Biographie
Piotr Bouzoun est né en 1893 et choisi une carrière militaire. Il participe à la Première Guerre mondiale qu’il termine au rang de capitaine en second.

### Dans les armées blanches
Il s’engage début 1918 dans l’armée des volontaires et participe à la Première campagne du Kouban. Le 31 mars 1918 il est versé dans le régiment des partisans (qui devient par la suite la division d’Alekseïev). À l'automne 1918 il commande le 2e bataillon et est assistant du commandant du régiment d’Alekseïev.
En novembre 1919 il est rapidement promu capitaine, lieutenant-colonel puis colonel. En avril 1920 il prend le commandement du régiment d’Alekseïev reformé en Crimée. lors des combats acharnés pour le contrôle du Kouban en août 1920 le régiment de Bouzoun participe au débarquement du général Oulagaï, mais Bouzoun est blessé et doit laisser temporairement le commandement à d’autres. il est évacué de Crimée en novembre 1920 avec les troupes de l’armée russe.

### Exil et Corps russe
Après l’évacuation de la Crimée Bouzoun se retrouve au camp de Gallipoli avec les unités d’Alekseïev. Il part ensuite en exil en Yougoslavie.
Durant la Seconde Guerre mondiale, il sert dans le Corps russe en Serbie. Il est tué au combat le 19 mai 1943 vers Valjevo pendant un affrontement avec des partisans rouges yougoslaves.